# Birger Kildal

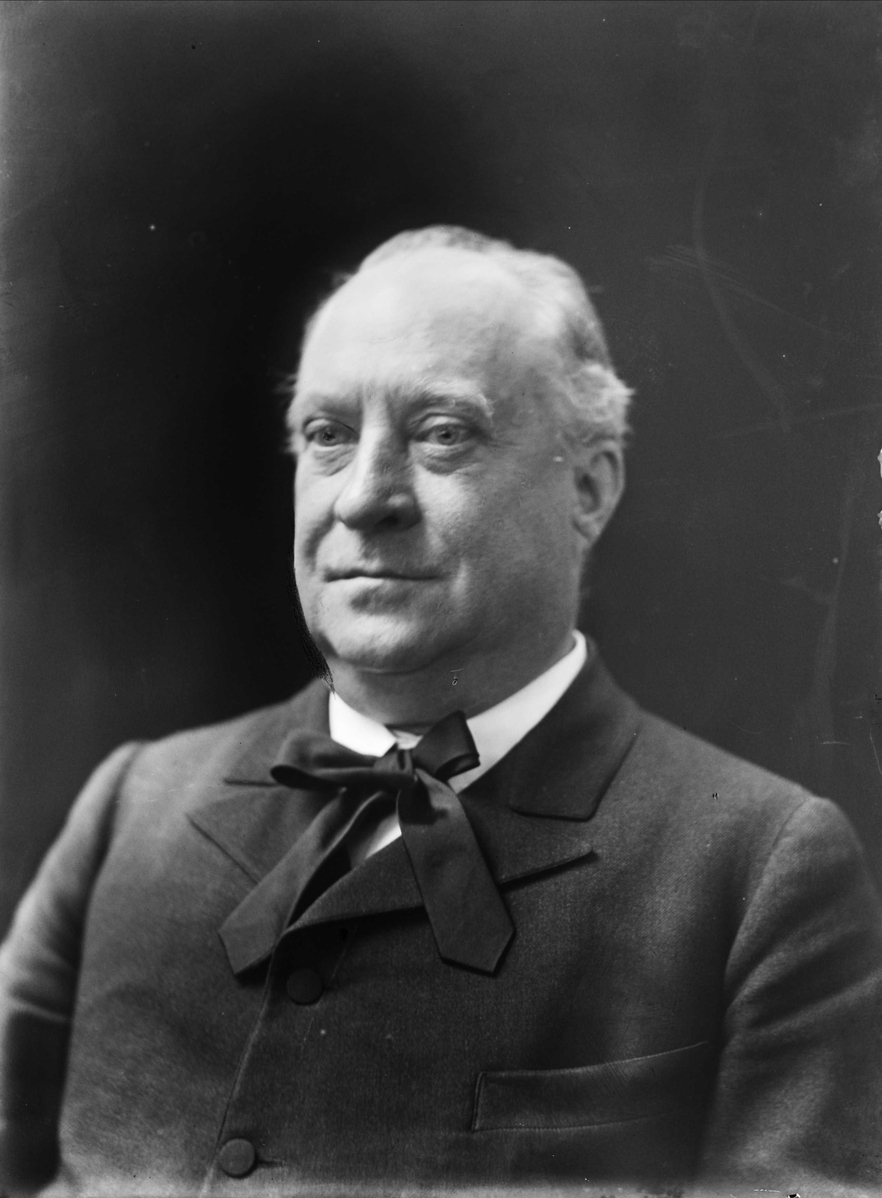
Birger Kildal.

Birger Kildal, född 15 april 1849, död 13 december 1913, var en norsk affärsman och politiker.
Kildal blev juris kandidat 1871 och var bland annat chef för revisionsdepartementet i Johan Sverdrups regering 1884-88, finansminister  i Francis Hagerups koalitionsregering 1895-98 och invaldes perioden 1903-06 av de liberala i Stortinget men blev samtidigt medlem av Hagerups andra koalitionsregering, bland annat som finansminister 1903-05. Kildal anlitades i en mängd ekonomiska utrednings- och andra uppdrag av såväl offentlig som privat karaktär. Från 1906 var han amtman i Romdals amt.